# Cuatrocientas Viviendas
Cuatrocientas Viviendas es un barrio de la ciudad española de Alicante. Según el padrón municipal, cuenta en el año 2022 con una población de 1074 habitantes (545 mujeres y 529 hombres).

## Localización
Cuatrocientas Viviendas limita al norte con el barrio de Juan XXIII, al este con Garbinet, al sur con Sidi Ifni-Nou Alacant y al oeste con el barrio de Virgen del Carmen y parcialmente con Virgen del Remedio.
Asimismo, está delimitado exteriormente, desde el norte y en el sentido horario, por las avenidas y calles siguientes: Alonso Cano, Diputado José Luis Barceló, Diputado Joaquín Galant, Ejércitos Españoles y Muro de Alcoy.

## Antecedentes
Cuatrocientas Viviendas es uno de los seis barrios de la zona norte que nacieron con la inmigración llegada a Alicante, a mediados del siglo XX, desde otras zonas de España. La Administración del momento buscó espacios de la periferia para ubicar los nuevos asentamientos humanos. Se construyó mediante planes de vivienda o iniciativas privadas, pero en muchos casos con escasa calidad. Esto supuso con el paso del tiempo el deterioro rápido de las viviendas, lo que llevó a diseñar planes integrales de rehabilitación.

## Población
Según el padrón municipal de habitantes de Alicante, la evolución de la población del barrio Cuatrocientas Viviendas en los últimos años, del 2010 al 2022, tiene los siguientes números:
|              | 2010 | 2011  | 2012  | 2013 | 2014 | 2015  | 2016 | 2017   | 2018  | 2019  | 2020  | 2021  | 2022  |
| ------------ | ---- | ----- | ----- | ---- | ---- | ----- | ---- | ------ | ----- | ----- | ----- | ----- | ----- |
| Población    | 1571 | 1519  | 1464  | 1471 | 1470 | 1453  | 1459 | 975    | 989   | 1005  | 1024  | 1048  | 1074  |
| (Diferencia) |      | (-52) | (-55) | (+7) | (-1) | (-17) | (+6) | (-484) | (+14) | (+16) | (+19) | (+24) | (+26) |